# Друкарев, Анатолий Александрович
Анатолий Александрович Друкарев (1932—2004) — советский военный деятель и педагог, кандидат военных наук, генерал-майор. Начальник штаба и первый заместитель командующего 31-й ракетной армии (1976—1981). Начальник командного факультета Военной академии имени Ф. Э. Дзержинского (1981—1989).

## Биография
Родился 27 сентября 1932 года в Тамбове.
В 1951 году окончил Тамбовское суворовское военное училище. С 1951 по 1953 год обучался в Тамбовском Краснознамённом пехотном училище. С 1953 по 1960 год служил в Сухопутных войсках СССР в составе Дальневосточного военного округа в должностях командира мотострелкового взвода и командиром пулемётно-артиллерийской роты, а так же в составе Прибалтийского военного округа в должности заместителя командира батальона мотострелкового полка.
С 1960 по 1964 год обучался в Военной академии имени М. В. Фрунзе. С 1964 года служил в составе Ракетных войск стратегического назначения СССР. С 1964 по 1970 год — начальник штаба — заместитель командира и командир ракетного полка. С 1970 по 1973 год — начальник штаба — заместитель командира, с 1973 по 1976 год — командир 52-й ракетной дивизии, в составе 31-й ракетной армии. В частях дивизии под руководством А. А. Друкарева состояли стратегические пусковые ракетные установки и межконтинентальные баллистические ракеты шахтного базирования «Р-16» и «УР-100». В 1976 году Постановлением СМ СССР ему было присвоено воинское звание генерал-майор.
С 1976 по 1981 год — первый заместитель командующего и член Военного совета 31-й ракетной армии, в состав соединений армии входили стратегические ракетные комплексы третьего поколения с тяжёлой двухступенчатой жидкостной ампулизированной межконтинентальной баллистической ракетой шахтного базирования «Р-36М». С 1981 по 1989 год на научно-педагогической работе в Военной академии имени Ф. Э. Дзержинского в качестве начальника кафедры оперативного искусства и начальника командного факультета.
С 1989 года в запасе Вооружённых Сил СССР. С 1993 года А. А. Друкарев являлся председателем Московского суворовско-нахимовского содружества, а с 2000 года — управляющим директором Фонда содействия кадетским корпусам России, был одним из лидеров всего суворовского и кадетского движения в России.
Скончался 4 января 2004 года в Москве, похоронен на Троекуровском кладбище.

## Награды
- Орден Красной Звезды
- Орден «За службу Родине в Вооружённых Силах СССР» III степени
- Медаль «За боевые заслуги»[1]